# ۳۱۹ (پیش از میلاد)
۳۱۹ (پیش از میلاد) ۳۱۹مین سال قبل از تقویم میلادی است.